# Choerades ursula
Choerades ursula là một loài ruồi trong họ Asilidae. Choerades ursula được Loew miêu tả năm 1851. Loài này phân bố ở vùng Cổ Bắc giới.